# Crise clonique
Une crise clonique est une crise caractérisée par des spasmes rythmés, contrairement aux crises myocloniques qui ne présentent que quelques spasmes sans rythme particulier.
Les crises d'épilepsie peuvent se présenter comme des crises toniques, cloniques ou tonico-cloniques (avec une phase tonique suivie d'une phase clonique).